# 19457 Робкастілло
19457 Робкастілло (19457 Robcastillo) — астероїд головного поясу, відкритий 21 квітня 1998 року.
Тіссеранів параметр щодо Юпітера — 3,165.